# Marianne Elstad Olsen
Marianne Elstad Olsen, känd under artistnamnet Ann Tayler, född den 23 april 1967 i Lofoten, Norge, är en norsk countrysångerska och låtskrivare.
Elstad Olsen har släppt fyra album och kom på tionde plats i den norska Melodi Grand Prix-finalen år 1995 med låten Kan ikke du?.

## Diskografi
Album
- 2002 – Come On
- 2003 – On The Road Again
- 2003 – Home To Louisiana
- 2008 – Let Your Mama Go